# Station Cormeilles-en-Parisis
Station La Frette - Montigny is het spoorwegstation van de Franse gemeente Cormeilles-en-Parisis. Het ligt aan de spoorlijn Paris-Saint-Lazare - Mantes-Station via Conflans-Sainte-Honorine, op kilometerpunt 16,299 van die lijn.
Het station wordt aangedaan door verschillende treinen van de Transilien lijn J:
- Tussen Paris Saint-Lazare en Pontoise, waarvan sommige treinen doorrijden naar Gisors
- Tussen Paris Saint-Lazare en Mantes-la-Jolie over de noorderoever van de Seine

## Vorig en volgend station
| Richting           | Vorig station    | Lijn    | Volgend station      | Richting                        |
| ------------------ | ---------------- | ------- | -------------------- | ------------------------------- |
| Paris-Saint-Lazare | Val d'Argenteuil | Trans J | La Frette - Montigny | Mantes-la-Jolie Pontoise Gisors |